# Pomník zakladatelů
Pomník zakladatelů je někdejší skulptura vybudovaná v parku u zámku v Lázních Libverdě ve Frýdlantském výběžku na severu České republiky. Postavit ho nechal majitel zdejšího panství Kristián Filip Clam-Gallas. Odhalení pomníku se uskutečnilo 27. července 1790, ovšem podle jiných zdrojů k tomu došlo již o pět dní dříve, tedy 22. července 1790, a odhaloval ho sám hrabě Clam-Gallas. Pomník má hranatý, asi dva metry vysoký sokl. Na jeho stranách se nacházely oválné pamětní desky. Na vrchu soklu stála urna, jež symbolizovala věčnost. Celý památník byl navíc obehnán kovovým plotem. Postupem let ovšem kovové části zmizely.
Na pomníku se nacházel německý nápis, jenž zmiňoval zahraniční i české lékaře, kteří přispěli ke vzniku libverdských lázních. Připomínal také dva zdejší sedláky, a sice A. Neumanna z čísla popisné 14 a H. Königa z objektu číslo popisné 12, kteří se – jak je uvedeno – „ochotně“ podrobili Clam-Gallasovu přání a věnovali parku své pozemky. Celý text v překladu zní:
Synům sousední Lužice, kteří jako první tento blahodárný pramen navštívili, a jejich lékařům dr. Baumeisterovi ze Zhořelce, chirurgovi Knollovi z Kune, kteří jako první doporučili obyvatelům Saska, Slezska, Pruska, Polska, jakož i všem národům, kteří pobyt u tohoto pramene a jeho léčivou moc svým soukmenovcům vychvalují.

Českým lékařům dr. Mayerovi, Bauerovi, Hansovi, Johnovi a dr. Mogollovi z Vratislavi, kteří tento pramen ozářili pochodní vědy a použití osvědčené moci trpícím doporučili.
Obyvatelům této obce, především oběma dobrosrdečným sedlákům Königovi a Neumannovi, kteří se ochotně podrobili přání majitele a tak přispěli ke zkrášlení okolí a k pohodlí návštěvníků lázní, věnuje jménem vděčného lidstva

Christian Clam-Gallas, 27. 7. 1790